# حركة استقلال جزر الكناري
حركة استقلال جزر الكناري (CIIM)، وتُعرف أيضًا باسم حركة البحث عن استقلال أرخبيل الكناري وتقرير مصيره (MPAIAC، من اللغة الإسبانية Movimiento por la Autodeterminación e Independencia del Archipiélago Canario)، هي حركة استقلالية ليس لها وجود الآن كانت تمتلك محطة إذاعية في مدينة الجزائر ولجأت إلى العنف في محاولات لإجبار الحكومة الإسبانية على إنشاء دولة مستقلة لها في جزر الكناري.
بدأت حركة استقلال جزر الكناري على يد أنتونيو كوبيلو عام 1964. وبوجود مقراتها في مدينة الجزائر، تم الاعتراف بها بصفتها حركة البحث عن استقلال أرخبيل الكناري وتقرير مصيره عام 1968 من قبل منظمة الوحدة الإفريقية. وقد تولى عمليات الكفاح المسلح للحركة الجناح العسكري لها، والمتمثل في القوات الغوانشية المسلحة (FAG)، والتي فجرت عام 1976 مركزاً تجاريّاً في لاس بالماس دي غران كناريا. وفي عام 1978، كان أنتونيو كوبيلو ضحية لمحاولة استهدفت حياته في مدينة الجزائر، قامت بها الخدمات السرية الإسبانية، وأصبح معاقاً على إثرها.
ودعت البرامج الإذاعية للحركة إلى «عودة الشعب الكناري إلى أصوله»، وحاولت الترويج لاستخدام اللغة الأمازيغية. ولكن جهودها لم تحقق أي نجاح في معظمها لأن شعب الكناري كان مناهضاً للعنف الذي كانت تنتهجه الحركة، ولذلك لم يتجاوز عدد أفرادها في أوجها 100 فرد. ومع ذلك، أصبح علم الحركة مشهوراً للغاية، وتم اعتماده بلا نجوم لحكومة ما قبل الحكم الذاتي.
هذا وكانت الحركة قد أوقفت نشاطها بعد أن أنشأت الحكومة الإسبانية منطقة حكم ذاتي إسبانية لأرخبيل الكناري عام 1982. وبعد ذلك، تم منح أنتونيو كوبيلو عفواً ملكيّاً وعاد إلى إسبانيا.
وعُرف الجناح السياسي لحركة البحث عن استقلال أرخبيل الكناري وتقرير مصيره باسم حزب العمال الكناري، Partido de los Trabajadores Canarios (PTC). ولم تتمكن من حكم أية بلدية في الجزر قبل حلها. أما المنظمات الأخرى الداعمة للاستقلال، والتي جاءت خلفاً لهذه الحركة، مثل الجبهة الشعبية لجزر الكناري (FREPIC)، فقد كانت هامشية إلى حد كبير.

## أعمال العنف
كجزء من «كفاحها المسلح»، قامت الحركة بتفجير مكاتب خطوط جنوب إفريقيا الجوية في لاس بالماس في 3 يناير 1977، وكان هذا أول هجوم لها. كما فجر إرهابيو حركة استقلال جزر الكناري متجر زهور في مطار لاس بالماس في 27 مارس 1977، مما أسفر عن إصابة 8 أشخاص بجروح خطيرة. ثم هدد أشخاص بتفجير قنبلة أخرى في المطار، الأمر الذي أجبر الشرطة على وقف الرحلات الجوية أثناء البحث عن القنبلة. وأدى تسلسل الأحداث إلى ربطها بحادث طائرة لو روديوس الذي أسفر عن سقوط عدد من القتلى هو الأضخم حتى الآن، عندما اصطدمت طائرتان من طراز بوينغ 747، مما أدى إلى وفاة 583 شخصاً، ولكن السلطات المختصة اعترفت فيما بعد أن الحادث كان نتيجة خطأ بشري. وفي عام 1979 أصدرت حركة استقلال جزر الكناري (CIIM) إعلاناً رسميّاً ذكرت خلاله تخليها عن «الكفاح المسلح».